# لوله لارنژیال

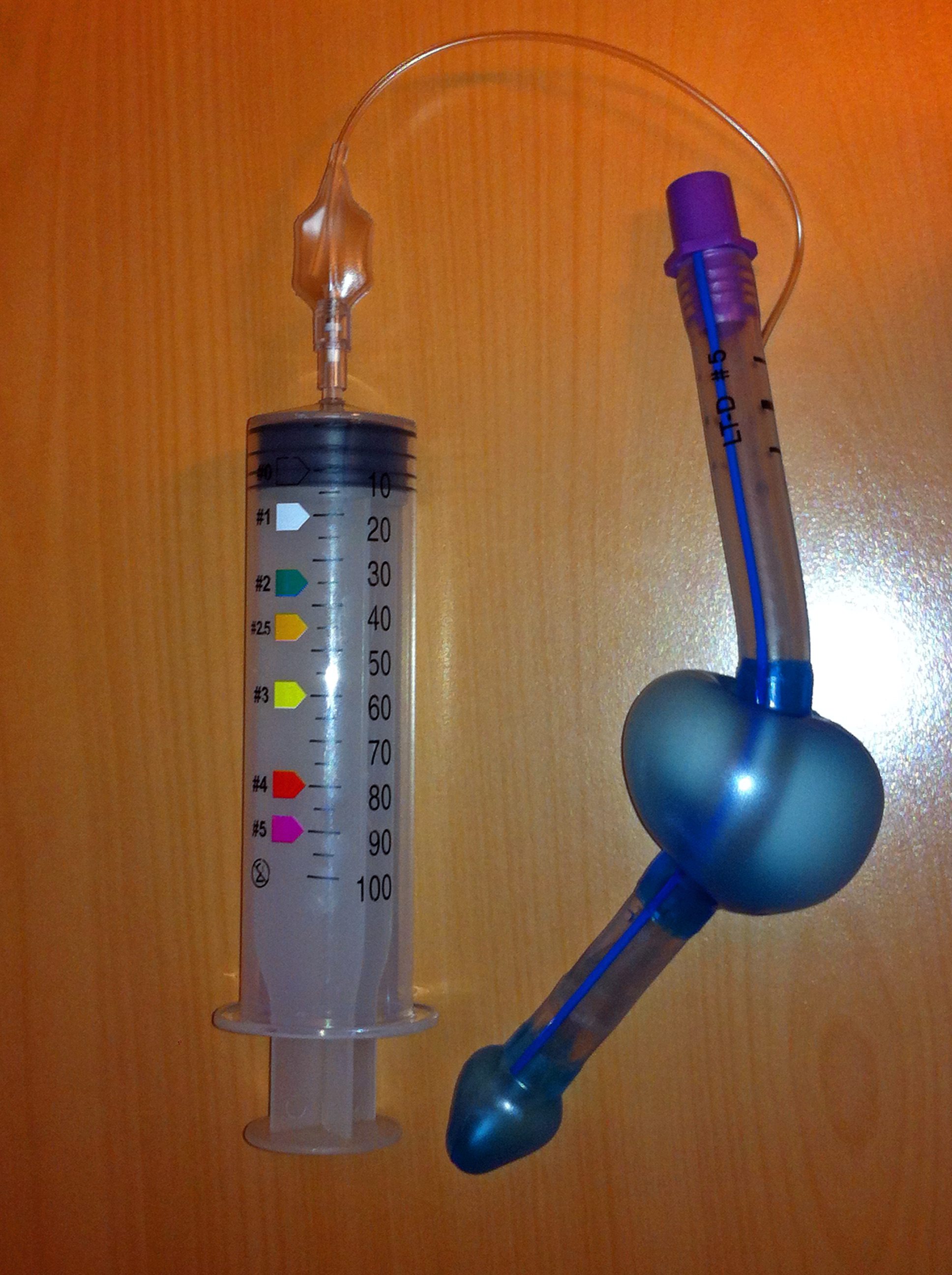
لوله لارنژیال استاندارد سایز ۵

لوله لارنژیال یا لارنژیال تیوپ وسیله‌ای برای مدیریت راه هوایی بوده که به عنوان جایگزینی برای سایر تکنیک‌ها و وسایل مدیریت راه هوایی مانند تنفس با آمبوبگ، لارنژیال ماسک و لوله‌گذاری تراشه استفاده می‌شود. می‌توان بدون دید مستقیم این وسیله را در حلق قرار داد و یک راه هوایی مطمئن در هنگام بیهوشی و احیای قلبی ریوی استفاده کرد.

## توضیحات

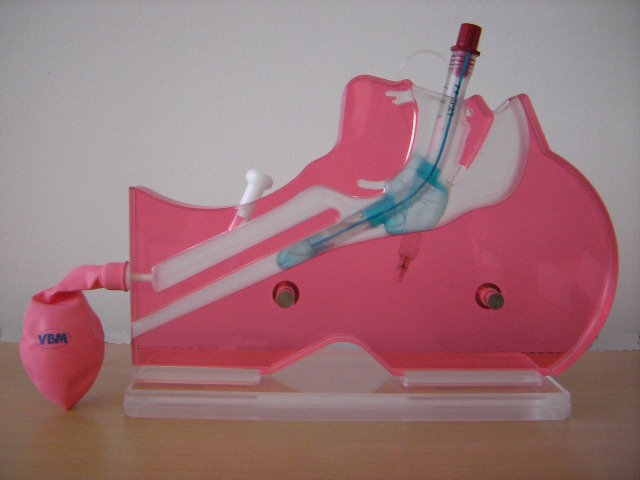
محل قرارگیری لوله لارنژیال

این وسیله در شکل استاندارد و اصلی خود دارای دو کاف می‌باشد. کاف اول که بزرگتر است و در قسمت میانی حلق قرار می‌گیرد و یک کاف کوچکتر که در قسمت انتهایی لوله قرار دارد و در قسمت ابتدایی مری قرار می‌گیرد. لوله لارنژیال در قسمت میانی با یک زاویه ۳۰ تا ۴۵ درجه مسدود شده و این انسداد کمی پایین‌تر از کاف بزرگ تعبیه شده است.

همچنین از طریق منفذی که بین همین دو کاف وجود دارد امکان تهویه فراهم است. هردو کاف از طریق یک لوله کوچک در قسمت ابتدای لوله باد می‌شوند. کافها در این نوع لوله بر اساس سایز مقدار متفاوتی حجم دارند، مثلاً برای لوله لارنژیال سایز صفر ۱۰ سی‌سی هوا و برای لوله با سایز ۵ میزان ۹۰ سی‌سی هوا برای پر کردن کاف مورد نیاز است. برای این منظور یک سرنگ بزرگ که دارای درجه‌بندی بر اساس سایز است نیز وجود دارد. همچنین می‌توان از یک فشارسنج برای تشخیص میزان پرشدگی کاف استفاده کرد بدین منظور فشار کاف لوله باید ۶۰ سانتیمتر آب باشد. سه خط مشکی در ابتدای لوله وجود دارد که می‌توان با استفاده از آنها عمقی که لوله قرار در حلق قرار داده شده را مشخص کرد.

## تاریخچه
لوله لارنژیال در آلمان ساخته و توسعه داده شد و اولین بار در فروشگاه اروپایی (به انگلیسی: VBM) در سال ۱۹۹۹ ارائه شد.

پس از آن چندین بار طراحی آن اصلاح شد. در حال حاضر چهار مدل از این وسیله موجود است:
- مدل استاندارد که به هر دو صورت یکبار مصرف و چندبار مصرف تولید شده است. مدل چندبار مصرف آن قابلیت ۵۰ بار استریل در دستگاه اتوکلاو را دارد.
- مدل اصلاح شده که علاوه بر لوله لارنژیال مسیری برای ساکشن هم دارد. آنهم به هر دو شکل یکبار مصرف و چندبار مصرف در دسترس است.

در مدل اصلاح شده یک لوله اضافه موجود است که از طریق آن می‌توان ساکشن کرد یا لوله معده قرار داد.

شش سایز از لوله لارنژیال موجود است که سایز نوزاد (سایز صفر) تا سایز بزرگسال (سایز پنج) ساخته شده است. قسمت ابتدایی لوله لارنژیال که به سیستم تنفسی متصل می‌شود در رنگهای مختلف موجود است که هر رنگ برای سایز خاصی استفاده شده است. استفاده از هر سایز بسته به وزن بیمار است.

مجوز استفاده از لوله لارنژیال اولین بار در سال ۲۰۰۲ در کنگره احیا قلبی و ریوی در ژاپن صادر شد و در سال ۲۰۰۳ سازمان غذا و دارو آمریکا (به انگلیسی: FDA) مجوز آن را برای استفاده در آمریکا صادر کرد. همچنین در سال ۲۰۰۵ انجمن احیا قلبی و ریوی اروپا اعلام کرد می‌توان از لوله لارنژیال در احیا قلبی ریوی پیشرفته (به انگلیسی: ALS) در زمانی که فرد امدادگر به صورت حرفه‌ای قادر به لوله گذاری داخل تراشه نیست استفاده کرد.

## استفاده و اثربخشی
مطالعات متعدد نشان داده که قرار دادن و استفاده از لوله تراشه استاندارد آسان بوده و یک راه هوایی مطمئن برای اعمال بزرگ ایجاد می‌کند در مقابل و در مقایسه با آن مطالعات نشان داده استفاده از لوله لارنژیال استاندارد به صورت عمومی از لارنژیال ماسک مؤثرتر است.

در حالی که بعضی از مطالعات نشان داده شده (به انگلیسی: Proseal laryngeal mask) جهت تهویه با ونتیلاتور در هنگام بیهوشی عمومی بسیار موثرتر از لوله لارنژیال است. موارد مجاز و غیرمجاز برای استفاده شبیه به لارنژیال ماسک بوده و برای بیهوشی در اعمال کوچک قابل استفاده است.

مطالعات متعدد سودمندی استفاده از لوله لارنژیال در بیمارانی که راه هوایی مشکل دارند را نشان داده است، حتی در مواردی که قرار دادن لارنژیال ماسک ممکن نبوده است.

می‌توان در لوله لارنژیال که دارای دو مجرا است، از طریق مجرای دوم لوله معده برای بیمار قرار داد. این نوع لوله لارنژیال دارای ویژگی‌هایی است که آن را نسبت به نوع استاندارد لوله لارنژیال متمایز کرده است به طوری که می‌توان از آن به عنوان خط اول حفظ راه هوایی بیماران در موارد اورژانسی و زمانی که لارنگوسکوپی در نوزادان و اطفال با شکست مواجه شده است استفاده کرد.

لوله لارنژیال برای آن دسته از پرسنل پزشکی که تجربه‌ای در لوله گذاری داخل تراشه بیماران ندارند و لوله گذاری با شکست مواجه شده توصیه می‌شود.

طبق گفته سازنده، استفاده از لوله‌های لارنژیال در افرادی که ریفلاکس معده یا مشکلات گوارشی دارند ممنوعیت دارد.